# Spatholobus ferrugineus
Spatholobus ferrugineus là một loài thực vật có hoa trong họ Đậu. Loài này được (Zoll. & Moritzi) Benth. miêu tả khoa học đầu tiên.